# Doktor Faustus (1967)
Doktor Faustus ist ein britischer Horrorfilm von Regisseur Richard Burton aus dem Jahre 1967. Der Film ist eine Adaption des um 1589 uraufgeführten Schauspiels Die tragische Historie vom Doktor Faustus von Christopher Marlowe und wurde für Nassau Films, Oxford University Screen Productions und Venfilms produziert.

## Handlung
Ort der Handlung ist zunächst die Universität Wittenberg, die Zeit das 16. Jahrhundert. Der alternde Doktor Faustus hat die höchsten akademischen Ehren errungen, aber sein Hunger nach Wissen und Macht ist unbefriedigt geblieben. Mephistopheles bietet ihm einen Pakt an: wenn er Luzifer Faustens Seele verkaufen darf, sollen Faust dafür 24 Lebensjahre in Wollust geschenkt werden.
Faust unterzeichnet den Vertrag mit seinem Blut, wird wieder zum jungen Mann und macht sich, in Begleitung von Mephistopheles, auf die Suche nach Weisheit und Schönheit. Mephistopheles führt ihm gehorsam die sieben Todsünden vor, macht ihn, damit er eine Versammlung des Papstes und seiner Kardinäle aufmischen kann, unsichtbar, und reist mit ihm durch die Zeit an den Hof Alexanders des Großen. Um seine Studenten zu unterhalten, zaubert Faust Helena herbei, verfällt ihrem Zauber dann aber selber. Er wird ihr Geliebter und folgt ihr, als seine Zeit abgelaufen ist, in die Hölle.

## Kritik
„Der Urfaust des englischen Dichters, der Motive der mittelalterlichen Volkskunst verarbeitet, wird weder in seinem historischen Stellenwert noch in seinen aktuellen Bezügen greifbar; der Reiz des Films beruht vor allem auf seinem prominenten Schauspielerensemble.“

Die britische Presse war nicht begeistert. „Ein trauriges Beispiel für ein Universitätsdrama in seiner schlimmsten Form“. Burton sei „uninspiriert“ und Taylor nur „schön, ohne ihre Schauspielkunst zu zeigen“.  In der The New York Times folgte eine vernichtende Kritik. Renata Adler kritisierte Burton, Taylor, das Drehbuch, die Filmmusik in scharfen Tönen. Lediglich  Teubers Leistung wurde gelobt. Eine gute Meinung von dem Werk hat dagegen der Evangelische Film-Beobachter: „Traditionelle Theaterinszenierung von und mit Richard Burton, die literarisch Interessierten zwar nicht als Film, aber als verfilmte Bühnenaufführung zur Auseinandersetzung empfohlen werden kann.“

## Produktion und Rezeption
Der Film entstand als „permanente“ Version einer Bühnenproduktion der Oxford University Dramatic Society aus dem Jahre 1966. In dieser Bühnenversion an der University of Oxford war Richard Burton für lange Zeit das letzte Mal als Bühnendarsteller zu sehen gewesen. Erst 1976 trat er in Equus erneut auf.
Burton, der selbst in Oxford studiert hat, besetzte die Rollen mit Oxford-Schauspielstudenten. Die Dreharbeiten für den in Technicolor und 35 mm produzierten Film fanden im September und Oktober 1966 in Rom statt.
Doktor Faustus wurde in Großbritannien am 10. Oktober 1967 und in den USA am 6. Februar 1968 uraufgeführt. Der Film war der erste kommerzielle Flop des Filmpaares Taylor/Burton. In den USA spielte er nur 500.000 Dollar ein, und die Kritik verriss ihn durchgehend.
Die deutsche Synchronisation besorgte Joachim Brinkmann.